# 김철 (1926년)
김철(金哲, 1926년 7월 1일 일제 강점기 조선국 함경북도 무산 출생 ~ 1994년 8월 11일 대한민국 인천에서 별세.)은 지난날 평화민주당 고문 겸 최고위원 등을 지낸 대한민국의 정치가이다. 본관은 김녕. 아호(雅號)는 당산(堂山).

## 생애
민족청년단 중앙훈련소 제1기생에 응모, 족청계 청년 조직의 일원이 되었다. 1949년부터 1952년까지는 일본에서 재일본대한민국거류민단에 참여하였으며, 귀국하여 자유당 창당에 참여하였다가 족청계가 숙청될 때 탈당하고 다시 일본으로 돌아갔다. 두 번째로 일본에 체류하는 동안 사회민주주의에 입문하게 되었고, 이후 혁신계열의 정당 운동을 꾸준히 벌였다. 제1공화국에서도 혁신 정당을 창당하려고 했으나 실패했고, 1960년 한국사회당, 1961년 통일사회당에 주도적으로 참여했다.
제3공화국 성립 후에는 귀국을 미루고 망명 상태로 유럽 지역의 사회민주주의 정당을 순방하다가, 1964년 귀국하여 통일사회당 위원장과 대통령 후보 등을 지냈다. 당시 통일사회당은 남북 관계의 개선과 평화통일을 주장했는데 이것이 반공법과 국가보안법에 위반되어 구속되기도 했다. 제4공화국 하에서 유신헌법 반대 운동을 펼치다 1975년 긴급조치법 위반으로 구속되어 실형을 선고받았으나 2013년 9월 13일 재심에서 무죄가 선고되었다. 1980년 신군부의 국가보위입법회의 입법의원 제의는 받아들였다. 1986년 사회민주당 전당대회에서 당수 자리에서 밀려났고, 이듬해 사회주의민중협의회를 구성해 활동했다.
김철의 사상적 성향은 민족적인 민주적 사회주의인 것으로 평가되며, 그의 주도에 의해 통일사회당이 사회주의 인터내셔널에 가입하는 등 국제연대에 많은 관심을 보였다. 사회운동의 주류적 흐름과 결합되지 못해 실천의 결실이 크지 못했던 점이 한계로 지적된다.
소설가이며 정치인인 김한길이 김철의 아들이다.
저서로는 「민족학생운동의 이념」·「떳떳한 민족으로 살자」·「일본 민주화의 좌절」·「새 역사의 구상」등이 있다.

## 같이 보기
- 대한민국의 진보정당
- 김한길
- 당산김철기념사업회

## 역대 선거 결과
|  | 3.35% |

|  | 0% |

|  | 12.68% |

## 참고 자료
- 윤성효 (2001년 4월 21일). “'민주적 사회주의' 주창한 김철 살리기 - 장상환 교수 경상대 사회과학연구소 월례발표회 발제”. 오마이뉴스. 2007년 12월 8일에 확인함.